# هوارد زین
هوارد زین (به انگلیسی: Howard Zinn) (زادهٔ ۲۴ اوت ۱۹۲۲ در نیویورک - ۲۷ ژانویه ۲۰۱۰ در سنتا مونیکا) تاریخ‌نگار، دانشمند سیاسی، روشنفکرِ سوسیالیست، منتقد اجتماعی، فعال ضد جنگ و نمایش‌نامه‌نویس آمریکایی بود. او بیش از ۲۰ عنوان کتاب در طول عمر خود نوشت که کتاب «تاریخ مردمی ایالات متحده» معروف‌ترین و پرفروش‌ترین آن‌ها است.
فلسفهٔ زین مخلوطی است از مارکسیسم، آنارشیسم، سوسیالیسم و سوسیال دموکراسی. او از دههٔ ۱۹۶۰ به این طرف در جنبش‌های حقوق مدنی و ضد جنگ در آمریکا فعال بوده‌است.
معروف‌ترین اثر وی کتاب «تاریخ مردمی ایالات متحده» است که در سال ۱۹۸۰ به چاپ رسید. این اثر بر خلاف دیدگاه‌ها و روش‌های متداول در بازگویی تاریخ آمریکا نوشته شده‌است و از تأکید بر تشریح وقایع از دید اشخاص قدرتمند و مطرح زمان می‌پرهیزد. او وقایع تاریخی را از دیدگاه مردم عادی و افرادی که برای به‌دست آوردن آزادی، حقوق مدنی و بهبود شرایط اقتصادی خود تلاش می‌کردند مانند مهاجران فقیر اروپایی، برده‌های آفریقایی، کارگران، و زنان بازگو می‌کند. این کتاب سهم بسزایی در بازنگری و تغییر برداشت آمریکایی‌ها از تاریخ کشورشان داشته است و تصویر بسیار متفاوتی از قهرمانان سنتی تاریخ آمریکا مانند کریستف کلمب، اندرو جکسون و تئودور روزولت به نمایش می‌گذارد. این کتاب در ایران توسط مانی صالحی‌علامه با عنوان «تاریخ ایالات متحده آمریکا» ترجمه و توسط انتشارات اختران چاپ شده است.